# A17 (Litouwen)
De A17 is een hoofdweg in Litouwen. Dit is de rondweg van Panevėžys. De weg maakt deel uit van de Via Baltica en vormt tevens een belangrijke schakel in de verbinding tussen Vilnius en Riga.
A1 · A2 · A3 · A4 · A5 · A6 · A7 · A8 · A9 · A10 · A11 · A12 · A13 · A14 · A15 · A16 · A17 · A18 · A19